# Championnats du monde de slalom (canoë-kayak) 1965
Navigation
Championnats du monde de slalom 1963 Championnats du monde de slalom 1967
Les 9e Championnats du monde de slalom en canoë-kayak  se sont déroulés en 1965 à Spittal, en Autriche sous l'effigie de la Fédération internationale de canoë. C'est la seconde fois que cette ville reçoit ces championnats, après avoir organisé ceux de l'édition précédente de 1963.

## Podiums

### Femmes

#### Kayak
| Epreuve        | Or                                                             | Points | Argent                                                           | Points | Bronze                                                          | Points |
| K-1            | Ursula Gläser (GDR)                                            |        | Lia Schilhuber (GDR)                                             |        | Bärbel Körner (GDR)                                             |        |
| K-1 par équipe | Allemagne de l'Est Ursula Gläser Bärbel Richter Lia Schilhuber |        | Tchécoslovaquie Bohumila Kapplova Renate Knyova Ludmilla Polesna |        | Allemagne de l'Ouest Heide Boikat Bärbel Körner Kirsten Schnidt |        |

### Hommes

#### Canoë
| Epreuve        | Or                                                                            | Points | Argent                                                                 | Points | Bronze                                                              | Points |
| C-1            | Gert Kleinert (GDR)                                                           |        | Ludek Benes (TCH)                                                      |        | Manfred Schubert (GDR)                                              |        |
| C-1 par équipe | Tchécoslovaquie Jiri Vocka Ludek Benes Bohuslav Pospichal                     |        | Allemagne de l'Ouest Christian Kaufmann Heiner Stumpf Otto Stumpf      |        | Allemagne de l'Est Jochen Förster Gert Kleinert Manfred Schubert    |        |
| C-2            | Allemagne de l'Est Günther Merkel Manfred Merkel                              |        | Tchécoslovaquie Jiri Deji Zdenek Fifka                                 |        | Suisse Fernand Götz Wolfgang Klingebiel                             |        |
| C-2 par équipe | Tchécoslovaquie Mestan L. / Mestan Z. Pollert E. / Pollert J. Brejcha / Kalas |        | Yougoslavie Andrejasic / Gerkman Vidmar / Justin Zitnik F. / Zitnik L. |        | Allemagne de l'Ouest Bohry / Gehlen Roock / Schmidt Seller / Tuchel |        |

#### Kayak
| Epreuve        | Or                                                                   | Points | Argent                                                    | Points | Bronze                                                 | Points |
| K-1            | Kurt Presslmayr (AUT)                                                |        | Eberhard Gläser (GDR)                                     |        | Uli Raysz (FRG)                                        |        |
| K-1 par équipe | Allemagne de l'Ouest Manfred Vogt Eugen Weimann Horst Dieter Engelke |        | Allemagne de l'Est Eberhard Gläser Fritz Lange Rolf Luber |        | Autriche Robert Fabian Manfred Hausmann Kurt Preslmayr |        |

### Mixte

#### Canoë
| Epreuve        | Or                                                                      | Points | Argent                                                                                | Points | Bronze                                                                                            | Points |
| C-2            | Tchécoslovaquie Ludmilla Sirotková Vaclav Janousek                      |        | Tchécoslovaquie Jirina Sedivec Josef Sedivec                                          |        | Allemagne de l'Est Erika Schönfeld Horst Wängler                                                  |        |
| C-2 par équipe | Allemagne de l'Est Grabo / Lempert Lehmann / Müller Schönfeld / Wängler |        | Tchécoslovaquie Absolon / Absolonova Janousek / Sirotkova Sedivec Jirima / Sedivec J. |        | France Simone Blanc / Gérard Ghidini Michel Berthenet / Michèle Olry Henriette Guette / Jean Olry |        |

## Tableaux des médailles
| Rang  | Nation               | Or | Argent | Bronze | Total |
| ----- | -------------------- | -- | ------ | ------ | ----- |
| 1     | Allemagne de l'Est   | 5  | 3      | 4      | 12    |
| 2     | Tchécoslovaquie      | 3  | 5      | 0      | 8     |
| 3     | Allemagne de l'Ouest | 1  | 1      | 3      | 5     |
| 4     | Autriche             | 1  | 0      | 1      | 2     |
| 5     | Yougoslavie          | 0  | 1      | 0      | 1     |
| 6     | France               | 0  | 0      | 1      | 1     |
| 7     | Suisse               | 0  | 0      | 1      | 1     |
| Total | Total                | 10 | 10     | 10     | 30    |